# Золин, Иван Леонтьевич
Иван Леонтьевич Золин (1907—1941) — старший лейтенант Рабоче-крестьянской Красной армии, участник Великой Отечественной войны, Герой Советского Союза (1942).

## Биография
Иван Золин родился 20 июля 1907 года в селе Ключи (ныне — Суксунский район Пермского края). Окончил три класса школы, был секретарём комсомольской ячейки колхоза, затем секретарём Кишертского райкома ВЛКСМ. В 1933 году Золин был призван на службу в Рабоче-крестьянскую Красную армию. Окончил Оренбургское военное авиационное училище.
С 1941 года — на фронтах Великой Отечественной войны, был заместителем командира эскадрильи 242-го бомбардировочного авиаполка 5-й резервной авиагруппы Южного фронта. За время своего участия в войне он совершил 28 боевых вылетов. 23 сентября 1941 года, при попытке разбомбить переправу через реку Днепр в районе города Берислав, самолёт Золина был подбит, и тогда лётчик направил горящую машину на переправу, уничтожив её с находившимися на ней боевой техникой и живой силой противника, но и сам погиб при этом.
Указом Президиума Верховного Совета СССР «О присвоении звания Героя Советского Союза начальствующему составу Военно-воздушных сил Красной Армии» от 6 июня 1942 года за «образцовое выполнение боевых заданий командования на фронте борьбы с немецкими захватчиками и проявленные при этом отвагу и геройство» посмертно удостоен высокого звания Героя Советского Союза. Также посмертно был награждён орденом Ленина.
В посёлке Суксун в честь Золина назван парк и установлен бюст, в Ключах — названа местная школа.
В селе Усть-Кишерть именем Ивана Леонтьевича Золина названа одна из центральных улиц.

## Награды
- Герой Советского Союза (06.06.1942[4])
- орден Ленина (06.06.1942[4])